# Dometorina chilensis
Dometorina chilensis är en kvalsterart som först beskrevs av Hammer 1962.  Dometorina chilensis ingår i släktet Dometorina och familjen Hemileiidae. Inga underarter finns listade i Catalogue of Life.